# متیو لبیرتو
مَتیو لَبیرتو (انگلیسی: Matthew Labyorteaux؛ زادهٔ ۸ دسامبر ۱۹۶۶) بازیگر اهل ایالات متحده آمریکا است. وی از سال ۱۹۷۲ میلادی تاکنون مشغول فعالیت بوده‌است. او کوچک‌تر پاتریک لَبیرتو است.
از فیلم‌ها یا برنامه‌های تلویزیونی که وی در آن نقش داشته است، می‌توان به زنی تحت تأثیر، بچه‌های سوت‌زن، پادشاه کولی‌ها و خانه کوچک اشاره کرد. متیو اولین کارش را در کودکی با بازی در سریال خانۀ کوچک شروع کرد و از کودکی تا نوجوانی مشغول آن بود. مَتیو به جز بازیگری صداپیشه انیمیشن نیز هست.